# John Bufton
John Andreas Bufton (ur. 31 sierpnia 1962 w Llanidloes) – brytyjski i walijski polityk, poseł do Parlamentu Europejskiego VII kadencji.

## Życiorys
Ukończył szkołę średnią (Llandrindod Wells High School). Pracował w rodzinnej firmie transportowej, następnie zarządzał domem opieki społecznej. W 1986 został radnym miasta Rhayader, a w 1996 radnym hrabstwa Powys. Bez powodzenia startował w różnych wyborach krajowych do Izby Gmin i regionalnych, stając się walijskim liderem Partii Niepodległości Zjednoczonego Królestwa.
W wyborach w 2009 z ramienia UKIP uzyskał mandat posła do Parlamentu Europejskiego. Przystąpił do nowo powołanej grupy pod nazwą Europa Wolności i Demokracji, a także do Komisji Rozwoju Regionalnego. W 2013 zadeklarował, że nie będzie ubiegał się o reelekcję.